# Светлица, Ирина Георгиевна
Ирина Георгиевна Светлица (2 марта 1917 — 6 декабря 2001) — советский художник-мультипликатор. Работала на студии «Союзмультфильм» с 1946 по 1991 год. Участвовала в создании около 120 мультфильмов.

## Фильмография

### Художник-мультипликатор
- «Светлячок № 5» (1964)
- «Ситцевая улица» (1964)
- «Топтыжка» (1964)
- «Сердце» (1971)

### Художник-декоратор
- «Петушок — золотой гребешок» (1955)
- «Раз, два — дружно!» (1967)
- «Только не сейчас» (1962)
- «Быль-небылица» (1970)
- «Просчитался» (1972)
- «Пони бегает по кругу» (1974)
- «Каникулы в Простоквашино» (1980)

### Работа в фильмах
- «Тигрёнок на подсолнухе» (1981)

### Художник
- «Квартет» (1947)
- «Серая Шейка» (1948)
- «Весенняя сказка» (1949)
- «Машенькин концерт» (1949)
- «Дедушка и внучек» (1950)
- «Жёлтый аист» (1950)
- «Крепыш» (1950)
- «Лиса-строитель» (1950)
- «Сказка о рыбаке и рыбке» (1950)
- «Высокая горка» (1951)
- «Друзья товарищи» (1951)
- «Лесные путешественники» (1951)
- «Сказка о мёртвой царевне и о семи богатырях» (1951)
- «Аленький цветочек» (1952)
- «Валидуб» (1952)
- «Снегурочка» (1952)
- «Братья Лю» (1953)
- «Крашеный лис» (1953)
- «Храбрый Пак» (1953)
- «Золотая антилопа» (1954)
- «Козёл-музыкант» (1954)
- «Стрела улетает в сказку» (1954)
- «Заколдованный мальчик» (1955)
- «Необыкновенный матч» (1955)
- «Храбрый заяц» (1955)
- «Это что за птица?» (1955)
- «Аист» (1956)
- «В яранге горит огонь» (1956)
- «Снежная королева» (1957)
- «Храбрый оленёнок» (1957)
- «Янтарный замок» (1959)
- «Скоро будет дождь» (1959)
- «Ровно в 3:15» (1959)
- «Винтик и Шпунтик — весёлые мастера» (1960)
- «Золотое пёрышко» (1960)
- «Королевские зайцы» (1960)
- «Мурзилка и великан» (1960)
- «Разные колёса» (1960)
- «Тринадцатый рейс» (1960)
- «Муравьишка-хвастунишка» (1961)
- «Стрекоза и муравей» (1961)
- «Незнайка учится» (1961)
- «История одного преступления» (1962)
- «Королева Зубная Щётка» (1962)
- «Мир дому твоему» (1962)
- «Сказки про чужие краски» (1962)
- «Баранкин, будь человеком!» (1963)
- «Дочь солнца» (1963)
- «Горячий камень» (1965)
- «Пастушка и трубочист» (1965)
- «Рикки-Тикки-Тави» (1965)
- «Букет» (1966)
- «Окно» (1966)
- «Самый, самый, самый, самый» (1966)
- «Песня о соколе» (1967)
- «Сказка о золотом петушке» (1967)
- «Кот, который гулял сам по себе» (1968)
- «Малыш и Карлсон» (1968)
- «Чуня» (1968)
- «Бременские музыканты» (1969)
- «Возвращение с Олимпа» (1969)
- «Мы ищем кляксу» (1969)
- «Снегурка» (1969)
- «Карлсон вернулся» (1970)
- «Золочёные лбы» (1971)
- «Просчитался» (1972)
- «Щелкунчик» (1973)
- «Пони бегает по кругу» (1974)
- «В порту» (1975)
- «Конёк-горбунок» (1975)
- «Необычный друг» (1975)
- «Детский альбом» (1976)
- «Котёнок по имени Гав (выпуск 1)» (1976)
- «Муха-Цокотуха» (1976)
- «Стойкий оловянный солдатик» (1976)
- «Василиса Прекрасная» (1977)
- «Котёнок по имени Гав (выпуск 2)» (1977)
- «Горный мастер» (1978)
- «Дед Мороз и серый волк» (1978)
- «Как утёнок-музыкант стал футболистом» (1978)
- «Волшебное кольцо» (1979)
- «Золушка» (1979)
- «Котёнок по имени Гав (выпуск 3)» (1979)
- «Котёнок по имени Гав (выпуск 4)» (1980)
- «Тайна третьей планеты» (1981)
- «Котёнок по имени Гав (выпуск 5)» (1982)
- «Тайна жёлтого куста» (1982)
- «Охотник и его сын» (1982)
- «Жил у бабушки козёл» (1983)
- «Снегирь» (1983)
- «Картинки с выставки» (1984)
- «Ночной цветок» (1984)
- «Охотник до сказок» (1984)
- «Сказка о царе Салтане» (1984)
- «Дереза» (1985)
- «Загадка сфинкса» (1985)
- «Танцы кукол» (1985)
- «Терёхина таратайка» (1985)
- «Приключения пингвинёнка Лоло (фильмы 1-3)» (1986)
- «Трое на острове» (1986)
- «Диалог. Крот и яйцо» (1987)
- «Смех и горе у Бела моря» (1987)
- «Седой медведь» (1988)
- «Доверчивый дракон» (1988)
- «Кострома» (1989)
- «Mister Пронька» (1991)